# Koos Verheul
Koos Verheul   (Boskoop, 7 de novembre de 1927 - Leiden, 8 d'octubre de 2010) fou un flautista holandès.
Verheul va estudiar al Reial Conservatori de l'Haia amb Johan Feltkamp. El 1952 i el 1953 va assistir als cursos de màster de Severino Gazzelloni a Darmstadt. El 1954 va guanyar allà el "Kranichsteiner Musikpreis".
El 1955 es converteix en flautista i el 1959 flautista solista de la "Residentie Orkest" a La Haia sota la direcció de Willem van Otterloo i ocupà aquest càrrec fins a la seva jubilació el 1989. Ha estrenat moltes obres per a flauta i orquestra, entre d'altres sota la direcció de Pierre Boulez, Bruno Maderna i Hans Zender. Va formar part del Quintet de Vent "Residentie" i va formar un duet permanent amb el pianista Jan van der Meer durant més de cinquanta anys. El seu repertori era ampli, des de les primeres obres escrites per a flauta fins a les més noves obres compostes. Com a solista va actuar a tots els principals centres musicals del món. El 1991 Verheul va rebre el premi "Evert Cornelis" de Johan Wagenaarstichting i el 2007 va rebre el premi "DF Kuiper". Koos Verheul era un cavaller de l'orde d'Orange Nassau.
Verheul va ser professor principal de flauta al "Conservatori Sweelinck" d'Amsterdam i Tilburg i professor convidat a Utrecht. Com a pedagog, va concedir una gran importància a la precisió rítmica, l'articulació clara i el to portant. Tot i que aquestes qualitats impliquen la influència de l'escola de flauta francesa, el seu plantejament poc ortodox de tocar la flauta que no es pot situar en una escola particular de flauta. Entre els seus estudiants hi ha Abbie de Quant, Rien de Reede, Harrie Starreveld, Eleonore Pameijer, Eline van Esch, Jacques Zoon, Maurice Heugen, Ingrid Geerlings, Lens Derogee i Nine Sligter. Verheul va morir el 2010, un any després que li diagnostiquessin càncer.

## Discografia
- Epitaphium de Bronze Carel; Peter Treasure Concerto da Camera; Concert de flauta juriana Andriessen (flauta de Koos Verheul). Donemus 1968 (LP).
- Obres de J. Chr. Friedrich Bach, Wilhelm Friedemann Bach, Carl Ph. Em. Bach. Koos Verheul, flauta travessera i Jan van der Meer, clavicèmbal. Etiqueta Iramac (LP).
- Suites per a orquestra núm. 2 i 3 Johann Sebastian Bach. Residència Orquestra dirigida per Bruno Maderna. Escolliu Verheul, flauta. EMI, la veu del seu mestre (LP).
- JS Bach Magnificat en D ; Concert de JF Fasch en D per a flauta, oboè, orquestra de corda i ressonància Residentie Bachkoor, orquestra Residentie Bach dirigida per Gerard Akkerhuis. Etiqueta Mirasound, 1972 (LP).
- Obres de Gluck, Mozart, Haydn. Koos Verheul, flauta travessera, l'Orquestra de Cambra dels Països Baixos dirigida per David Zinman. Etiqueta Iramac 6527 (LP).
- Obres de Piet Ketting, incloent Prelude i Fughetta amb Koos Verheul, flauta i Jan van der Meer, piano. Voice Composers DAVS7475 / 4 Donemus 1975 (LP)
- Obres de Baton, Debussy, Franz Xaver Mozart, Reinecke, Roussel, Samazeuilh. Koos Verheul, flauta i Jan van der Meer, piano. Etiqueta Canzone, 1977 (LP).
- Conradin Kreutzer, Grand Septett i August Klughardt, Quintet. Orquestra de la Residència. Auditoria d'etiquetes (LP).
- 400 anys de música holandesa. Residència Orquestra, 6 PL. (La placa 4 inclou el concert de Th. Verhey per a flauta i orquestra; Koos Verheul, flauta flauta). Fonograma, 1979.
- 400 anys de música holandesa, vol. 4, amb el concert de flauta de Theodoor Verhey i la Residentie Orkest. Etiqueta Olympia, 1991 (CD).
- 20th Century Dutch Flute Music, Koos Verheul, flauta de flaire i Jan van der Meer, piano. Label Globe, 1995 (CD).
- Rudi Martinus van Dijk, Eden immòbil. Diversos músics i flauta / piccolo / baix flauta de Koos Verheul. Emergo Classics, 1996 (CD).
- Nymphes à la fontaine, obres de Gaubert, Andriessen, Françaix, Ibert, Martinú. Koos Verheul, flauta, Agnes Houtsmuller, violí i Jan van der Meer, piano. Etiqueta Emergo, 2001 (CD).
- Summers End Walter Hekster. Diversos músics i flauta alta i flauta alta de Koos Verheul. Emergo Classics, 2002 (CD).
- 20th Century European Flute Music, amb obra de Lobanov, Walter, Schulhoff, Caplet, Castiglioni. Koos Verheul, flauta i Jan van der Meer, piano. Etiqueta Etcetera, 2008 (CD).